# Новичок (отравляющие вещества)
«Новичо́к» (англ. Novichok, Novichok agent) — семейство фторфосфорорганических азоторганических отравляющих веществ нервно-паралитического действия. Разрабатывались в качестве боевых отравляющих веществ в СССР и России в период с начала 1970-х по начало 1990-х годов, а также в научно-исследовательских целях в ряде стран НАТО. Из-за секретности этих разработок и возможной дезинформации со стороны спецслужб данные о химической структуре этих веществ скудны, ненадёжны и противоречивы.
В ноябре 2019 года четыре из веществ, известных как «Новички», были включены в Список 1 Организации по запрещению химического оружия:
- А-230: метил (1-(диэтиламино)этилиден)амидофторфосфонат;
- А-232: метил (1-(диэтиламино)этилиден)амидофторфосфат, разрабатывался для использования в качестве боевого отравляющего вещества[12] под условным названием «Новичок-5»[13][K 1];
- А-234: этил (1-(диэтиламино)этилиден)амидофторфосфат, стабилен и устойчив к погодным условиям[15];
- А-242: метил-(бис(диэтиламино)метилен)амидофторфосфонат, твёрдый «сверхвысокотоксичный» химический аналог А-230, в котором радикал ацетамидин заменён на гуанидин[16].

Вещества семейства «Новичок» приобрели широкую известность после того, как в марте 2018 года одно из них использовали для отравления Скрипалей, а другое в августе 2020 года — для отравления Алексея Навального. Этот клинический случай отравления «Новичком» был впервые описан в 2020 году в журнале The Lancet. При попадании в организм «Новички» действуют как ингибиторы ацетилхолинэстеразы. Антидотами при отравлении считаются пралидоксим и атропин.

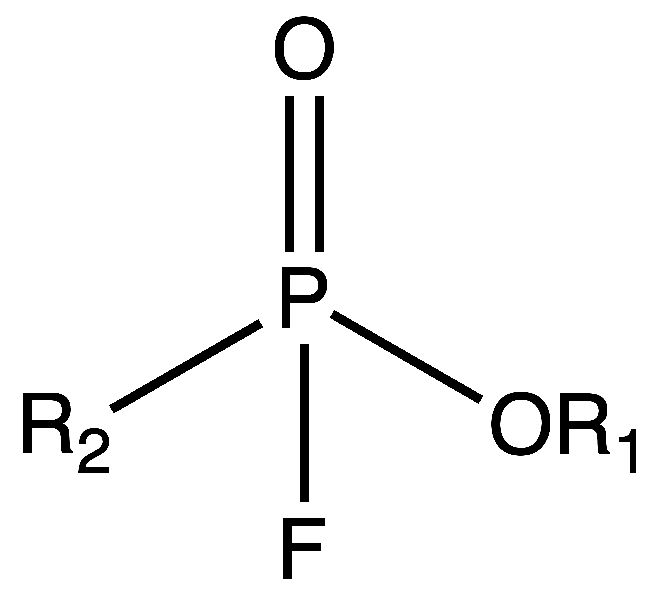
Фторфосфонаты

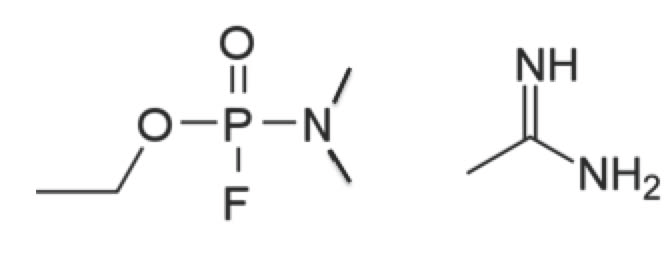
Слева: отравляющее вещество «Сандерс-8», аналог «Новичков», справа: ацетамидин

## Отличительные особенности
Известные вещества этой группы при нормальных условиях находятся в жидком или твёрдом состоянии.
«Новички» имеют сходство с группой отравляющих веществ, фторфосфонатов, включающей зарин, циклозарин, зоман, которые имеют структурную формулу вида: {\displaystyle R_{2}}−{\displaystyle \mathrm {(POF)O} }−{\displaystyle R_{1}}, где {\displaystyle R_{1},R_{2}} — некоторые радикалы. Однако, в отличие от перечисленных веществ, в которых {\displaystyle R_{2}} — метильный радикал, соединённый с фосфором химической связью фосфор—углерод, в «Новичках» (например, в А-232 на рисунке 1б) такая химическая связь может отсутствовать, и они представляют собой соединение фторфосфорорганического радикала с азоторганическим. В частности, при синтезе вещества А-230 в структурную формулу фторфосфоната вместо радикала {\displaystyle O}—{\displaystyle R_{1}} впервые был введён радикал ацетамидина (рисунок 2, справа) с образованием фосфор-азотной химической связи, повышающей токсичность и превращающей фторфосфонат в амидофторфосфонат. Более ранним аналогом «Новичков», амидофторфосфатом с фосфор-азотной связью, является отравляющее вещество «Сандерс-8», изображённое на рисунке 2, слева.
По крайней мере некоторые «Новички» являются производными ацетамидина (на рисунке 2, справа) или гуанидина. Можно найти определение, согласно которому вещество группы «Новичок» является производным ацетамидина или гуанидина с фосфор-азотной химической связью. Можно также описать все известные вещества группы как А-230 и его производные. После внесения «Новичков» в Список 1 ОЗХО термин «Новичок» иногда распространяют на все вещества из больших химических групп А13 и А14, включённых в Список. С другой стороны, отмечалось, что при группировании веществ по химическому признаку русскоязычное название «Новичок» является тенденциозным, поскольку лишь для некоторых из этих веществ известно, что они были синтезированы в СССР, да и то только со слов Мирзаянова.

## Исторические аспекты
Разработка отравляющих веществ А-230 (1973) и А-232 (1975) была частью советской секретной программы «Фолиант», направленной на создание химического оружия четвёртого поколения, и проводилась с 1971 года в Вольском филиале ГосНИИОХТ. По данным Льва Фёдорова, «Фолиант» в 1970-е — 1980-е годы была обширной программой по разработке комплекса химического вооружения, от снаряжения химических боеприпасов зарином до исследований V-газов. Начиная с 1992 года некоторые учёные-диссиденты предали огласке сведения о разработке «Новичка». На Западе источником информации о веществах группы «Новичок» и способах их производства являются мемуары советского учёного Вила Мирзаянова, эмигрировавшего в США в 1995 году. До своего отъезда он имел доступ к разработкам химического оружия в ГосНИИОХТ в Москве, в частности, к работам по бинарному оружию на основе российского V-газа (VR) (Ленинская и Государственная премии 1991 года). В 1995 году после отъезда в США Мирзаянов сообщил, что «Новичок» обозначает советскую программу, в рамках которой были разработаны бинарные схемы применения для отравляющих веществ VR («Новичок»), А-230 и А-232 («Новичок-5»), а также упомянул «Новичок-7», созданный в 1993 году. В более поздних работах в числе веществ для программы бинарного оружия «Новичок» перечисляются А-230, А-232, А-234. В 2008 году Мирзаянов в своей книге «Государственные тайны: Российская программа химического оружия изнутри» раскрыл формулы веществ А-230, А-232, а также ранее им не упоминавшихся А-234, А-242, А-262. В этой книге термин «Новичок» относится к классу отравляющих веществ, но код «Новичок-5» упоминается как бинарное оружие на основе А-232. Код «Новичок-7» может относиться к «бинарной версии» А-234 или А-242 может отождествляться с «Новичком-5», а А-262 — с «Новичком-7». По воспоминаниям Владимира Углева, программы по разработке и сами вещества часто меняли названия, так что одно и то же вещество могло упоминаться под несколькими наименованиями.
Альтернативным источником информации является Владимир Углев, который в 2018 году утверждал, что «по формулам из книги [Мирзаянова] можно заниматься скринингом ещё пару лет», потому что «конкретных веществ и прекурсоров для них в его книге нет». Углев в 1975−90 годах работал в филиале ГосНИИОХТ в Вольске в группе, руководимой Петром Кирпичёвым и разработавшей отравляющие вещества А-230, А-232 и другие. Углев утверждает, что «именно Кирпичёв Пётр Петрович является единственным автором нового типа ФОС (фосфорорганических соединений), нового раздела в специальной химии, что именно этому талантливому и скромному химику-синтетику принадлежат права на научные открытия в этой области». По данным Углева, всего в период с 1972 по 1988 год в научной группе, которую возглавлял Кирпичёв, было разработано четыре основных вещества группы «Новичок», а также несколько сот их модификаций, различающихся по их прекурсорам, способам получения и методам использования в качестве боевых отравляющих веществ.
По данным Reuters, в 1990-е годы Федеральная разведывательная служба Германии получила образец «Новичка» от российского учёного. Анализ образца был проведён в спецлаборатории в Швеции. После этого химическая формула «Новичка» была передана странам НАТО, которые синтезировали небольшое количество вещества и использовали его для тестирования средств химзащиты, способов обнаружения и антидотов.
Нидерландская газета NRC Handelsblad пришла к выводу о том, что в начале 1990-х годов на Западе сознательно проигнорировали сообщения Мирзаянова о появлении нового класса нервно-паралитических БОВ, так как не хотели сорвать подписание конвенции об уничтожении химического оружия. Текст этого документа был одобрен незадолго до появления публикаций о «Новичке» после более чем двадцатилетних переговоров. Конвенция должна была быть подписана в течение нескольких недель. Признание существования «Новичка» означало бы признание недобросовестности СССР (и затем России), которые в ходе подготовки конвенции умолчали о разработке нового типа химического оружия и обманули Запад. Это поставило бы под угрозу подписание документа. С другой стороны, заявлялось, что и США, и Великобритания были осведомлены о новых отравляющих веществах, в частности, знали их формулы, но предпочли скрыть информацию, чтобы не способствовать распространению химического оружия и его попаданию к террористам.
На 16-й сессии научного совета ОЗХО в 2011 году эксперты организации не смогли найти доказательств существования веществ, известных как «Новичок». В их докладе, сделанном в связи с распространением некоммерческими организациями сообщений об особо опасных химических веществах, упомянутых в книге Мирзаянова, говорится, что никаких упоминаний об исследованиях по этим соединениям среди научного сообщества не найдено. Кроме того, большинство указанных в книге веществ не являлось в буквальном смысле фосфорорганическими соединениями (не содержали химической связи фосфор-углерод), которые подпадали бы под ограничения ОЗХО, а их прекурсоры использовались в химическом производстве. Те же вещества, которые содержат связь фосфор-углерод, соответствуют пункту B.4 (прекурсоры) Списка 2 ОЗХО и должны были быть задекларированы в Секретариате ОЗХО в случае их производства в количествах выше 1 тонны; такие декларации от стран-участниц на 2011 год отсутствовали.
В 2013 году Научно-консультативный совет ОЗХО заявил, что имеет недостаточно сведений для того, чтобы комментировать существование и свойства «Новичков».
25 марта 2018 года начальник лаборатории химико-аналитического контроля научного центра Минобороны России доктор химических наук Игорь Рыбальченко заявил, что ещё в 1998 году (то есть за 10 лет до публикации книги Мирзаянова) химическая формула и масс-спектр вещества A-234 были обнаружены российскими специалистами в Спектральной библиотеке NIST98 Национального института стандартов и технологии (NIST) США. Внёс их в базу Деннис К. Рорбаух (Dennis K. Rohrbaugh), химик из отдела судебно-медицинских экспертиз Эджвудского центра химических исследований и разработок армии США. Формула отличается от структурной формулы вещества А-232 на рисунке 1 заменой метильного радикала при атоме кислорода на этильный (см. рисунок 4). Впоследствии это соединение из базы NIST убрали. История неоднократно излагалась в выступлениях делегации России в ОЗХО как свидетельство работ по «Новичкам» вне России, а также приводилась как довод в пользу утверждения, что специалисты в США и Великобритании скрывали свою осведомлённость о «веществах серии А».
О разработках «Новичка» в других странах говорилось в историческом обзоре, представленном российской делегацией на 57-й Сессии исполкома ОЗХО. В частности, известно, что небольшое количество А-230 было наработано в Чехии в 2017 году для исследовательских целей и впоследствии уничтожено. После 2018 года в Химико-биологическом центре Эджвуда были наработаны A230, A232 и A234, с чистотой итоговых продуктов на уровне 95 % для изучения скоростей их гидролиза, в том числе в присутствии фермента.
По заявлениям российских официальных лиц, производство отравляющих веществ в России было прекращено в 1990-х годах, а к сентябрю 2017 года были уничтожены все их запасы в соответствии с международными соглашениями и под контролем международных наблюдателей ОЗХО. По заявлению представителя МИД Марии Захаровой, ни в СССР, ни в РФ «научно-исследовательских и опытно-конструкторских разработок под условным названием „Новичок“ никогда не осуществлялось».
Bellingcat, The Insider и Der Spiegel в своём расследовании, опубликованном в 2020 году, пришли к выводу, что Россия продолжает разрабатывать отравляющие вещества «Новичок». По данным участников расследования, этим занимаются научно-исследовательский испытательный институт военной медицины Минобороны РФ (ГНИИИ) в Петербурге и научный центр «Сигнал» в Москве.

## Синтез
28 февраля 2020 года неформальный союз стран, способствующих контролю за нераспространением химического оружия, Австралийская группа, добавил в свой список прекурсоров химического оружия 22 вещества с идентификаторами AG66 — AG87, которые могут использоваться для синтеза «Новичков». Ни один из добавленных прекурсоров не входит в списки химикатов, контролируемых Конвенцией о химическом оружии.
Принципиально возможный способ синтеза таких веществ, как А-232 на рисунке 1 (имеющий также много общего с синтезом табуна), описан на примере их менее токсичного аналога, «Сандерс-8».
{\displaystyle {\ce {C2H5OH + Cl(POF)Cl -> (C2H5)O(POF)Cl + HCl}}}
(продукт этой реакции, прекурсор AG72, может быть также получен путём пропускания хлора через фторангидрид диэтилового эфира тиофосфорной кислоты) и далее
{\displaystyle {\ce {(C2H5)O(POF)Cl + HN(CH_3)2 + HCl -> (C2H5)O(POF)N(CH3)2 + 2(CH3)2NH.HCl}}}
Один из прекурсоров, диметиламин, берётся в количестве, втрое превышающем необходимое для синтеза. Причина в том, что диметиламин — это основание, связывающее побочный продукт реакции (соляную кислоту) в хлорид диметиламмония. При синтезе А-232 (изображённого на рисунке 1) вместо диметиламина в схеме должен использоваться N,N-диэтилацетамидин (прекурсор AG74), который может синтезироваться из ацетонитрила и диэтиламина (прекурсор AG64) — такого типа реакция присоединения приведена в уравнении (37) в книге «Пестициды»). Эта возможность согласуются с данными о том, что в число прекурсоров «Новичков» входит этиловый спирт и ацетонитрил и что технологии их возможного производства сходны с употребляющимися при производстве удобрений и пестицидов. Владимир Углев не только подтвердил, что N,N-диэтилацетамидин является прекурсором для «Новичков», но и сообщил, что этот прекурсор имеет сильный и неприятный мышиный запах, которым, по мнению Углева, должны обладать и сами «Новички».
Чтобы связать соляную кислоту, в схему синтеза может вводиться другое органическое основание, например, триэтиламин, подобно тому, как это было сделано при синтезе аналога «Новичка» из метилфосфонилдифторида (прекурсор AG4) и тетраметилгуанидина:
{\displaystyle {\ce {CH3POF2 + HNC(N(CH3)2)2 + N(C2H5)3 ->}}}
{\displaystyle {\ce {->CH3P(POF)NC(N(CH3)2)2 + (C2H5)3N.HF}}}
Мирзаянов приводит схему синтеза, в которой радикалом, замещаемым при синтезе молекулы «Новичка» диэтилацетамидином (см. Координационная химия), является не фтор или хлор, как в приведённых реакциях, а цианогруппа.

## Токсичность
Все «Новички» смертельно ядовиты. При попадании в организм они действуют как ингибиторы ацетилхолинэстеразы. Химические реакции «Новичков» более разнообразны из-за наличия в молекулах двух электроотрицательных центров: помимо обычного для фосфорорганических веществ атома фосфора, электроотрицательным центром, способным формировать ковалентную связь с другими молекулами, является также «голый» (не связанный с водородом) атом углерода в азоторганическом радикале. Эта химическая особенность проявляется и при воздействии «Новичка» на молекулу ацетилхолинестеразы. Антидотом, как и для других нервно-паралитических ОВ, считается атропин в сочетании с реактиватором холинэстеразы — пралидоксимом или обидоксимом, которые должны быть введены до начала «старения» связи между «Новичком» и холинэстеразой. В единственном клинически описанном случае отравления «Новичком» обидоксим, применённый на третий день после появления симптомов, оказался бесполезным. Возможности же атропина в противодействии отравляющему веществу ограничены.
Предполагается, что «Новички» в 5—10 раз более ядовиты, чем вещество VX. Со ссылкой на засекреченный отчёт армии США утверждалось, что вещества А-232 и А-234 «столь же ядовиты, как VX, так же трудно поддаются лечению, как зоман, при этом их легче производить и труднее обнаружить, чем VX». С другой стороны, в открытых научных публикациях приводятся расчёты, согласно которым боевая эффективность вещества А-234 существенно ниже эффективности VX: летальная доза А-234 для человека (ЛД50=0,71 мг/кг, перорально) в семь раз превышает таковую для VX (ЛД50=0,10 мг/кг), к тому же A-234 хуже прилипает к коже и проникает через неё.

## Производство
Официально «Новичок» никогда не стоял на вооружении ВС СССР и ВС РФ. По утверждению же Мирзаянова, отравляющее вещество А-232 было принято на вооружение Советской армии после успешных испытаний в 1989 году. Основное производство и тестовый полигон для А-232 были расположены в городе Нукусе в Узбекистане. В 2000-е годы под контролем и финансированием США они были закрыты, а оставшиеся запасы химического оружия — уничтожены.
С другой стороны, Владимир Углев утверждает: «Эти вещества никогда не производились в таких количествах, как утверждает Мирзаянов. Большую их часть производила наша лаборатория, а мы могли сделать максимум 200 килограмм. Не тоннами. В Нукусе в Узбекистане проводились лишь эксперименты, производства там не было».

## Внесение «Новичков» в Список 1 ОЗХО
Использование одного из «Новичков» в отравлении Скрипалей привело к его внесению (вместе с рядом других) в Список 1 ОЗХО.
62-я сессия Исполкома ОЗХО была созвана для обсуждения предложения США, Канады и Нидерландов от 18 октября 2018 года о расширении Списка 1 ОЗХО. Предложение было поддержано от имени Евросоюза. В докладе представителя Нидерландов утверждалось, что делегация Российской Федерации также обращалась с предложением о внесении в список запрещённых веществ тех же двух групп, но «в более узком аспекте», а также что предложение о расширении Списка 1 выдвигается впервые со времени заключения Конвенции о запрещении химического оружия.
14 января 2019 года 62-я Сессия Исполнительного совета ОЗХО рассмотрела и приняла консенсусом рекомендацию о включении двух новых групп веществ в Список 1 запрещённых веществ. Решение было принято с учётом заявления российской делегации, в котором была дана оценка эффективности отравляющих веществ. Отмечалось, что российская делегация не присоединилась к консенсусу, но и не высказалась против. Было решено рекомендовать государствам — участникам Конвенции о запрещении химического оружия внести в список 1 две группы веществ. Альтернативное предложение российской делегации было отклонено.
Общим для двух предложенных к внесению в Список 1 новых семейств отравляющих веществ является наличие связанного с фосфором радикала с общей формулой N-(1-(dialkylamino))alkylidene, частный случай которого, N-(1-(diethylamino))ethylidene, входит в приведённые на иллюстрациях структурные формулы веществ A-230, A-232 и A-234 справа от первого атома азота. При этом две этильные группы при втором атоме азота могут заменяться на любые две одинаковые углеводородные цепи с числом атомов углерода от 1 до 10, а в углеводородной цепочке, присоединённой к скелетному атому углерода, число атомов углерода может быть от нуля до десяти. Два семейства различались тем, что первое из них включало алкил-амидофторфосфонаты, как А-230, а второе — алкил-амидофторфосфаты (как А-232 и А-234). В предложении реальных формул для агентов А-230, А-232, А-234 приведено не было.
24-я Конференция государств — участников Конвенции о химическом оружии 27 ноября 2019 года приняла рекомендованное предложение США, Канады и Нидерландов о расширении Списка 1. Вместе с тем одновременно было частично принято ранее отклонявшееся альтернативное предложение Российской делегации, которое в части «Новичков» содержало следующие отличия:
1. Предложенные США, Канадой и Нидерландами семейства включались в более узкой (по длине алкильных радикалов) формулировке;
2. Включались конкретные формулы для входящих в эти семейства веществ А-230, А-232, А-234;
3. Предлагалось отдельным пунктом включить в Список 1 вещество А-242.

Изменённый Список 1 был опубликован 23 декабря 2019 года, изменения вступили в силу 7 июня 2020 года. Хотя номер 12 имеет последний пункт во второй части списка, три «Новичка» включены в новые пункты 13 и 14 первой части списка:
13)…метил-(1-(диэтиламино)этилиден)амидофторфосфонат   (2387496-00-4)
14)… метил (1-(диэтиламино)этилиден)амидофторфосфат        (2387496-04-8)
этил (1-(диэтиламино)этилиден)амидофторфосфат           (2387496-06-0).
Приведённые в английском оригинале Списка 1 названия относятся к веществам A-230, A-232 и A-234 в списке «Новичков» Мирзаянова. Ещё одно вещество, включено по предложению России в Список 1 под номером 15:
15) Метил-(бис(диэтиламино)метилен)амидофторфосфонат   (2387496-14-0).
Оно присутствует в списке «Новичков» в книге Мирзаянова под индексом A-242 и аналогично веществу А-230, но в отличие от последнего является производным не ацетамидина, а гуанидина. При синтезе метилфосфонилдифторида и тетраметилгуанидина в публикации иранских учёных было описано получение метил-(бис(диметиламино)метилен) амидофторфосфоната, который аналогичен A-242 и отличается от него только заменой четырёх этильных групп на метильные. Более того, единственная опубликованная формулировка исходного предложения Российской Федерации о расширении Списка 1 охватывала и А-242, и вещество, синтезированное в иранской публикации.
После вступления изменений в силу все государства-участники получили[как?] возможность распознавать добавленные в Список 1 «Новички» в военных и гражданских лабораториях.

## Случаи отравления «Новичком»

### Отравление Андрея Железнякова (1987)
В мае 1987 года химик Андрей Железняков был отравлен при утечке активного вещества в воздух в ходе испытаний вещества А-232 в ГосНИИОХТе в Москве. Железнякову был введён антидот, после чего начальник сказал ему идти домой. По дороге домой его состояние стало ухудшаться, у него начались яркие галлюцинации. После этого он потерял сознание и был доставлен в Институт Склифосовского. Прибывшие туда сотрудники КГБ взяли с врача приёмного отделения подписку о неразглашении и заявили, что Железняков «съел плохие сосиски». Врачи ввели Железнякову атропин, что спасло ему жизнь.
Железняков пришёл в сознание только через десять дней и ещё восемь дней после этого пролежал в реанимации. Несмотря на лечение, у него развился токсический гепатит, позднее переросший в цирроз печени, он начал терять способность ходить, развилась слабость рук, неспособность читать и концентрировать внимание, эпилепсия, депрессия. Через несколько месяцев его состояние улучшилось, но в целом он так и не смог восстановиться: болезнь печени, слабость, эпилептические припадки и неврит тройничного нерва продолжали его преследовать. В 1993 году он скончался от инсульта.
Вопрос специалисту: знакомо ли вам вещество, хроматограмма которого дана в ходе экспертного исследования №… от 04.11.94 г.?

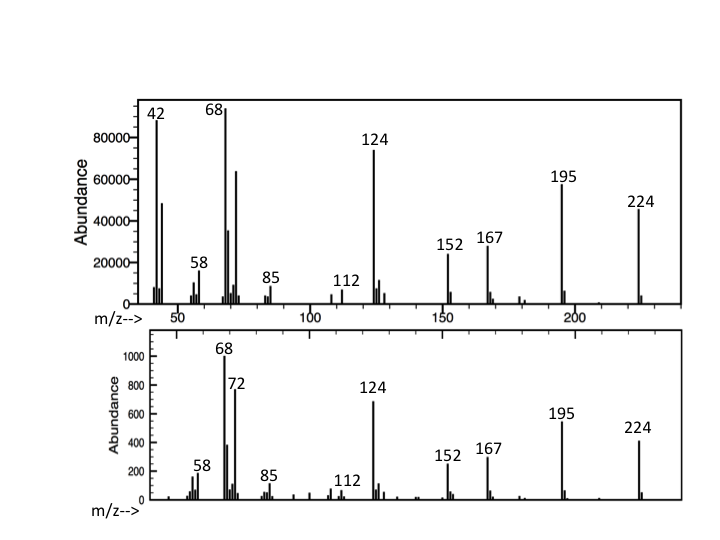
Рис. 5. Верхний график: молекулярный масс-спектр токсиканта, которым был отравлен И. Кивелиди. Нижний график: молекулярный масс-спектр токсиканта А-234. Пик с наибольшей массой (224) соответствует молекулярной массе вещества, а разность 29=224-195 с предыдущим пиком свидетельствует о наличии этильного радикала в исследуемой молекуле

Ответ специалиста: да, знакомо. Это вещество, работы с которым проводились в ГИТОСе в период до 1994 года, его свойства составляют государственную тайну. Из материалов дела

### Отравление Ивана Кивелиди (1995)
В 1995 году российский банкир Иван Кивелиди погиб от отравления ядом, который был нанесён на телефонную трубку в его кабинете. От него же погибла секретарь Зара Исмаилова и поражения различной степени тяжести получили другие лица (всего более десяти человек), входившие в кабинет. По официальной версии, сотрудник ГИТОСа Леонид Ринк неоднократно выносил из лаборатории нелегально произведенное отравляющее вещество и продавал его людям, связанным с криминалом, в том числе, через посредников, убийце, Владимиру Хуцишвили. На Западе публиковалась альтернативная версия убийства как «одного из первых в серии отравлений, совершенных российскими спецслужбами» с помощью яда, «используемого шпионами», при этом Леонид Ринк считается подставной фигурой.
Идентификация токсиканта в ходе уголовного дела осуществлялась на основе масс-спектра вещества, нанесённого на телефонную трубку Кивелиди (верхний из двух графиков на рисунке 5), и элементного анализа, с учётом выявленного «антихолинэстеразного действия» этого яда. На основании этих сведений была получена молекулярная масса вещества (224) и массы молекулярных ионов, на которые исходная молекула расщепляется при ионизации. Эксперты заключили, что исследуемое вещество является нервно-паралитическим отравляющим веществом, производным фосфорной кислоты, с наличием двух атомов азота (в согласии с азотным правилом) и как минимум одного этильного радикала в молекуле, а также сделали догадки о структуре самой молекулы. Однако, по заключению ГосНИИОХТ, при элементном анализе было упущено наличие фтора в исследуемом веществе, что в значительной степени обесценивает угаданную структурную формулу, в которую фтор не был включён. В итоге отравляющий агент был охарактеризован как «азотосодержащее фторфосфорорганическое соединение… с ярко выраженной антихолинэстеразной активностью». В соответствии с заключением судмедэкспертизы, при контакте с кожей скрытый период действия применённого против Кивелиди отравляющего вещества составляет, как правило, от полутора до пяти часов.
Для сравнения с масс-спектром из уголовного дела на нижнем графике показан масс-спектр вещества A-234, табулированный в вышеуказанной базе данных NIST98. Сопоставление спектров вполне оправдывает предположение об отравлении Кивелиди токсикантом А-234.

### Отравление Емельяна Гебрева (2015)
Емельян Гебрев — предприниматель из Болгарии, владелец компании «Эмко», специализирующейся на экспорте оружия, был отравлен 28 апреля 2015 года в Софии. На приёме, который компания устроила для деловых партнёров, Гебрев внезапно почувствовал себя плохо и несколько минут спустя потерял сознание, его госпитализировали. В то же время недомогание почувствовали его сын, Христо Гебрев, и один из директоров компании, Валентин Тахчиев, которые не присутствовали на приёме, но до того встречались с Гебревым в офисе компании. Емельян Гебрев впал в кому, затем его состояние стало постепенно улучшаться, и спустя месяц его выписали из больницы. Однако в конце мая здоровье Емельяна Гебрева резко ухудшилось, он был госпитализирован повторно.
Позднее, в 2015 году, лаборатория института ВЕРИФИН, специализирующегося на химическом оружии, смогла обнаружить в организме Гебрева следы двух фосфорорганических соединений, но пропажа из неё образцов анализов не позволила установить точную формулу вещества и проверить появившееся в 2019 году предположение об отравлении Гебрева «Новичком» (по версии болгарского следствия, основывающейся на видео с камер наблюдения, яд контактного действия был нанесён на дверные ручки машин пострадавших гражданами России).

### Отравления в Великобритании (2018)
12 марта 2018 года правительство Великобритании заявило, что «боевое нервно-паралитическое вещество типа Новичок» использовалось при покушении на убийство бывшего офицера ГРУ Сергея Скрипаля и его 33-летней дочери Юлии в английском городе Солсбери 4 марта 2018. Кроме Сергея и Юлии Скрипаль тяжелое отравление получил полицейский Ник Бейли. В официальных заявлениях конкретное отравляющее вещество не называлось, но, по свидетельству посла РФ в Великобритании Александра Яковенко, 12 марта 2018 министр иностранных дел Великобритании Борис Джонсон сказал ему, что «нервно-паралитическое вещество, использованное против г-на и г-жи Скрипаль, было идентифицировано как А-234».
Дополнительная идентификация токсиканта по запросу Великобритании осуществлялась экспертами ОЗХО. Они подтвердили результаты идентификации, выполненной британскими специалистами. Химическая и структурная формулы вещества были приведены в закрытом полном отчёте, разосланном с разрешения Великобритании всем странам — участникам ОЗХО. 18 апреля 2018 года для обсуждения отчёта была созвана 59-я сессия Исполнительного совета ОЗХО. Во вступительном слове Марк-Михаэль Блум, глава Лаборатории ОЗХО, заявил о необходимости включить идентифицированное вещество в специализированную базу данных ОЗХО по отравляющим веществам, а также обратиться к Научному совету ОЗХО за предложениями о дальнейших действиях (примером таких действий может быть включение в список веществ, подпадающих под ограничения ОЗХО). На пресс-конференции после сессии Виктор Холстов заявил (начиная с 69-й минуты записи) о том, что формула отравляющего вещества, имеющаяся в закрытом полном отчёте, совпадает с ранее опубликованной в библиотеке NIST98 формулой токсиканта А-234.
Спустя четыре месяца после отравления Сергея и Юлии Скрипаль двое жителей соседнего городка Эймсбери подверглись воздействию того же вещества из группы «Новичок». Позднее в доме пострадавших полиция обнаружила небольшой флакон с остатками «Новичка», который они, вероятно, подобрали во время поездки в Солсбери. Идентичность токсиканта с использованным в Солсбери подтвердили эксперты ОЗХО по запросу правительства Великобритании, отметив очень высокую чистоту (97—98 %) вещества в образце. Однако загрязнённость проб из Солсбери из-за воздействия окружающей среды и влаги не позволила сделать вывод о том, что эти образцы принадлежат к одной партии вещества.

### Отравление Алексея Навального (2020)
Признаки отравления появились у российского оппозиционного политика Алексея Навального 20 августа 2020 года во время авиаперелёта. 22 августа Навального транспортировали из городской клинической больницы № 1 г. Омска, куда он был госпитализирован 20 августа, в клинику «Шарите» в Берлине. Учёные Института фармакологии и токсикологии Бундесвера провели лабораторный анализ проб Навального. 2 сентября 2020 года Правительство ФРГ сообщило, что химико-токсикологические исследования предоставили «несомненные доказательства» того, что Навальный был отравлен нервно-паралитическим веществом «Новичок». При этом правительство Германии не указало конкретное вещество, которым был отравлен политик. Как отметил специалист по химическому оружию Марк-Михаэль Блум, такого рода тесты способны в точности определить тип использованного вещества, но не позволяют установить место и способ производства яда, так как соединения, позволяющие получить эту информацию, быстро выводятся из организма после отравления.
3 сентября Организация по запрещению химического оружия (ОЗХО) выразила озабоченность и заявила о том, что «согласно Конвенции о запрещении химического оружия, любое отравление человека с помощью нервно-паралитического вещества считается применением химического оружия». 6 октября 2020 года ОЗХО опубликовала отчёт, подтвердивший применение против Навального нервно-паралитического вещества «Новичок». Отчёт подтвердил выводы лабораторных исследований, проведённых ранее в Германии, Франции и Швеции. ОЗХО сообщила, что в крови и моче Навального были обнаружены биомаркеры ингибитора холинэстеразы, структурно схожего с «Новичками», недавно добавленными в «Список 1» Конвенции о запрещении химического оружия. В отчёте, однако, также сообщалось, что идентифицированное нервно-паралитическое вещество не включено в этот список.
Лечившие Навального немецкие врачи опубликовали отчёт о лечении в The Lancet. Эта публикация стала первым клиническим описанием отравления «Новичком». В ней отмечалось, что симптомы и способ лечения оказались аналогичны многочисленным случаям отравления фосфорорганическими пестицидами, и что на терапевтические решения врачей «Шарите» не повлияла информация об отравлении именно «Новичком», так как об этом стало известно через несколько дней после установления диагноза отравления ингибитором холинэстеразы. Как только отравление было диагностировано, была назначена терапия атропином и обидоксимом. Последующие анализы показали, что обидоксим не реактивирует холинэстеразу, поэтому его введение было прекращено на второй день, а введение атропина продолжалось в течение 10 дней. На 55-й день с момента появления симптомов авторы зафиксировали почти полное восстановление неврологических, нейропсихологических и нейрофизиологических показателей без признаков полинейропатии. По мнению авторов, благоприятному исходу лечения помимо хорошего состояния здоровья Навального способствовали проведёные в Омске экстренные меры по интубации и искусственной вентиляции лёгких, а также отсутствие предшествующей тяжёлой гипоксии. Неясным для авторов остался вопрос, как и когда применялся атропин в Омске.
По мнению Стефано Костанци и Грегори Кобленца, Навальный мог быть отравлен с помощью вещества из семейства «Новичок», содержащего радикал гуанидина: А-262 или близкого ему члена семейства.

## В культуре
«Предсказание (фильм, 1993)»: «Много лет назад его отец был убит агентом КГБ, неким Поплавским, химиком, специализирующимся на отравлениях. Будучи попутчиком в поезде, Поплавский вступал в контакт с людьми, на которых охотилась советская тайная полиция, и отравлял их, чтобы их смерть выглядела как сердечный приступ или инсульт».
В политическом триллере «Цена страха» (2002) мятежный российский генерал наносит удар по Грозному «снарядами с бинарным нервно-паралитическим веществом, известным как Novichok».
В британском сериале «Ответный удар: Возмездие» (2017) в качестве одного из сюжетообразующих элементов присутствует некое необнаружимое нервно-паралитическое вещество «Новичок».
В фильме «Ручная кладь» (англ. Carry-On) — американский художественный фильм (режиссёр Жауме Кольет-Серра) отравляющее вещество «Новичок» злоумышленники пронесли на борт самолёта. Премьера фильма состоялась на Netflix в 2024 году.
В 8-м эпизоде 3-го сезона сериала «Пацаны» (2022) нервно-паралитическое отравляющее вещество «Новичок», смертельное для обычных людей, позволяет усыплять супергероя Солдатика.

## Комментарии
1. 1 2  

Первым веществом, для которого учёные разработали схему бинарного химического оружия в рамках программы «Фолиант», было Р-33, советская версия VX. Этому оружию было присвоено кодовое название «Новичок»  Впоследствии Игорь Васильев и Андрей Железняков в ГосНИИОХТ в Москве разработали бинарное оружие на основе A-232, которые они назвали «Новичок-5»— Jonathon B. Tucker[14]
Из цитаты видно, что термин «Новичок» относился к бинарным схемам химического оружия.

В 1971—1973 годах старший научный сотрудник Пётр Кирпичёв из Шиханского подразделения ГосНИИОХТ разработал новый класс химических веществ, которые впоследствии получили название «отравляющие вещества Новичок» и все связанные с ними работы стали обозначать этим кодовым словом— Vil S. Mirzayanov[1]
В этом источнике термин «Новичок» относят к нескольким отравляющим веществам, разработанным в конкретной группе
2. 1 2 3  Под «Сандерс-8» здесь понимается токсикант этил(диметил)амидофторфосфат, изображённый на рисунке 2 и описанный формулой VIII в книге Сандерса[22]. Его производным является отравляющее вещество GV, а при замене фтора на радикал циан он переходит в табун
3. ↑  Такие вещества входят в Список 1 Организации по запрещению химического оружия, и их производство в количестве более 100 г в год должно декларироваться в ОЗХО, если {\displaystyle R_{2}} = Me, Et, i-Pr или n-Pr. Представленные на рисунке 1 «Новички» под это ограничение, очевидно, не подпадали и были включены в Список 1 отдельными пунктами.
4. 1 2  Углев, Владимир Иванович, окончил РХТУ в 1975 году, с 1975 по 1990 г. работал в Вольском филиале ГосНИИОХТ. Наряду с В. Мирзаяновым является одним из основных источников сведений о «Новичках» в открытой печати. Диссидент, преследовался за разглашение государственной тайны[28][35]
5. ↑  Под ограничения списка 2 ОЗХО подпадают вещества, в котором атом фосфора связан с метильным, этильным или пропильным радикалом
6. ↑  Хотя Россия не является членом Австралийской группы, Указом Президента РФ от 7 декабря 2020 года одновременно с «Новичками» диэтиламин также был включён в список веществ подлежащих экспортному контролю[65]
7. ↑  Так в то время назывался Вольский филиал ГосНИИОХТ
8. 1 2  Учёный-биохимик, работал в США и в Германии. С июля 2017 по сентябрь 2019 года возглавлял Лабораторию ОЗХО. В 2018 году руководил группой специалистов ОЗХО, направленных после отравления Сергея и Юлии Скрипаль в Солсбери и Эймсбери.
9. ↑   По словам участвовавшего в омском консилиуме реаниматолога Александра Полупана, атропин симптоматически, в небольших дозах, вводили и в первый, и во второй день нахождения Навального в омской больнице. От введения атропина в больших дозах было решено отказаться по нескольким причинам: 1) «В рекомендациях по лечению отравления ФОС атропин показан для купирования легочных и кардиальных проявлений холинергического криза. Но легочных проявлений не было вообще, из кардиальных была умеренная брадикардия, которая не была гемодинамически значимой». 2) «У нас не было уверенности, что это точно ФОС, а не что-то, о чём мы просто не знаем. А атропин в высоких дозах очень нейротоксичен». 3) «Основным условием для эвакуации называлось исключение отравления. Никому из тех, кто хотел Алексея эвакуировать — а это были почти все, — не хотелось настаивать на этой версии, понимая, что это снизит шанс на транспортировку»Архивная копия от 23 марта 2023 на Wayback Machine.